# Ялбакова, Елизавета Чанкышевна
Елизавета Чанкышевна Ялбакова (Карагыс Ялбакова) (9 июля 1946, Шиба, Онгудайский район, Ойротская автономная область) — советская, российская, алтайская певица. Заслуженная артистка РСФСР. Почётный гражданин Республики Алтай (2016).

## Биография
Елизавета Чанкышевна Ялбакова (Карагыс Ялбакова) родилась 9 июля 1946 года в селе Шиба Онгудайского района Ойротии.
С пятого класса училась в Областной национальной школе, директором которой был Василий Константинович Плакас.
После школы окончила дирижёрско—хоровой факультет Московского института культуры (1967), в 1971 году училась во Всесоюзной мастерской эстрадного искусства.
1967—1968 годы — методист Горно-Алтайского областного дома народного творчества.
1968—1972 годы — солистка Горно-Алтайской областной концертной бригады.
1972—1974 годы — диктор комитета по телевидению и радиовещанию Горно-Алтайского облисполкома.
1974—1977 годы- солистка-вокалистка концертно эстрадного бюро Горно-Алтайского облисполкома.
1977—1979 годы — делопроизводитель-машинистка Улаганского райкома ВЛКСМ Горно-Алтайской АО.
1982 по 1993 год — солистка-вокалистка концертно-эстрадного бюро Горно-Алтайского облисполкома.
1993—1997 годы — солистка-вокалистка ансамбля «Алтай» Государственной филармонии (город. Горно-Алтайск).
1997—2000 годы — директор ООО «Ажу».
2000 год — министр культуры Республики Алтай.
Обладательница самого высокого на Алтае, редкого тембра — колоратурного сопрано. На родине её называют алтайским соловьем.
Елизавета (Карагыс) Ялбакова стала первой исполнительницей песен алтайских композиторов Андрея Анохина, Бориса Шульгина, Александра Тозыякова, Владимира Хохолкова. В её исполнении записано более 100 произведений, несколько музыкальных альбомов. Совместно с Великорусским оркестром русских народных инструментов «Сибирь» под управлением Евгения Борисова (Барнаул), с оркестром радио и телевидения Новосибирска Карагыс Ялбекова записала песни и гастролировала по городам Сибири, участвовала в международных конкурсах, фестивалях разных стран: Польши, Бельгии, Вьетнама, Люксембурга, Турции.
Певица внесла большой вклад в развитие и пропаганду алтайской культуры, выступая на сценических площадках мира.
Карагыс Ялбакова — лауреат премии Ленинского комсомола Алтая, награждена орденом «Знак почета», является Заслуженной артисткой РСФСР.
За заслуги в творческой деятельности, плодотворную работу по сохранению гражданского согласия в обществе, укрепление мира, дружбы и сотрудничество между народами указом Главы Республики Алтай, Председателя Правительства Республики Алтай Карагыс Ялбаковой присвоено звание «Почетный гражданин Республики Алтай» (2016).

## Почётные звания
- Заслуженная артистка РСФСР (1989)
- Почетный гражданин Республики Алтай (2016)

## Награды
- Орден «Знак почета» (1976)
- Лауреат премии Ленинского комсомола Алтая